# Cantó de Boëge
El cantó de Boëge és un cantó francès del departament de l'Alta Savoia, situat al districte de Thonon-les-Bains. Té 8 municipis i el cap és Boëge.

## Municipis
- Boëge
- Bogève
- Burdignin
- Habère-Lullin
- Habère-Poche
- Saxel
- Saint-André-de-Boëge
- Villard

| Data d'elecció                           | Identitat         | Partit                                     | Qualitat |
| ---------------------------------------- | ----------------- | ------------------------------------------ | -------- |
| 1945-1964                                | Louis Guillermin  | Divers droite                              |          |
| 1964-2001                                | Raymond Bouvier   | divers droite, després CD, després UDF-CDS |          |
| 2001-                                    | Joël Baud-Grasset | RPR, després UMP                           |          |
| les dades anteriors no són pas conegudes |                   |                                            |          |